# Yrjö Sakari Yrjö-Koskinen

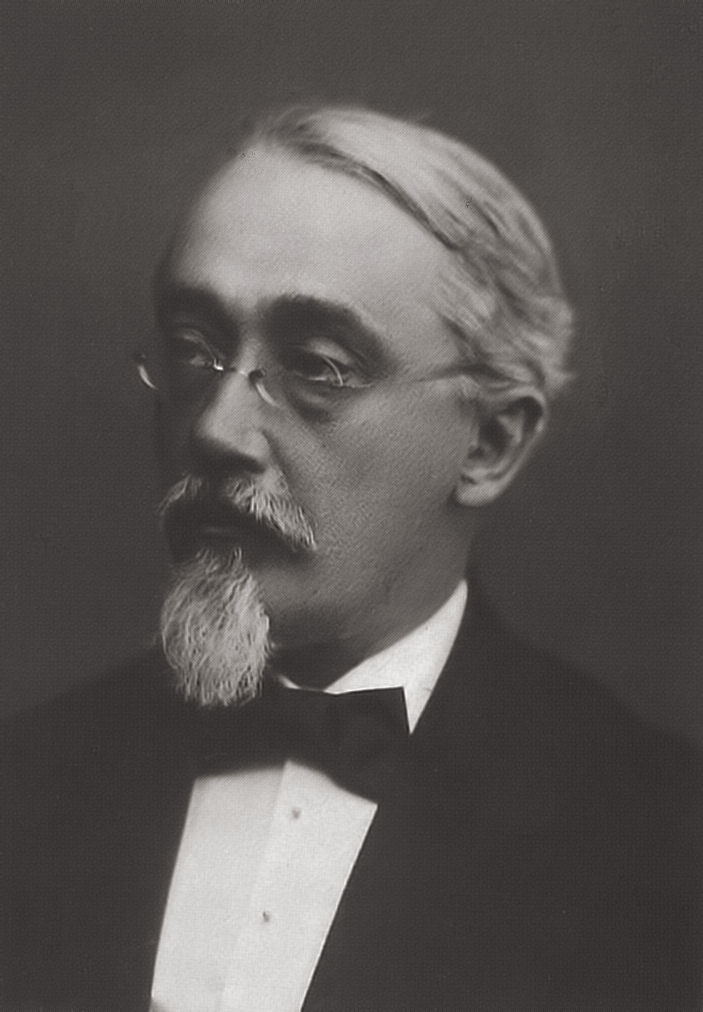
Yrjö-Koskinen

Freiherr Yrjö Sakari Yrjö-Koskinen (* 10. Dezember 1830 in Vasa, Großfürstentum Finnland, damals Russisches Reich; † 13. November 1903 in Helsingfors) war ein finnischer Staatsmann und Historiker. Er war schwedischer Abstammung und hieß ursprünglich Georg Zacharias Forsman, nahm aber den finnischen Namen Yrjö-Koskinen schon 1852 als Pseudonym und 1884, nachdem er geadelt worden war, als wirklichen Namen an.

## Akademische Laufbahn
Er studierte 1847–1853 in Helsingfors und arbeitete 1853–1863 als Gymnasiallehrer bzw. 1860–1861 in den Archiven von Stockholm und Paris. Von 1863 bis 1882 war er Universitätsprofessor der Geschichte Helsingfors und trat 1866–1880 unter dem Pseudonym Yrjö-Koskinen als Hauptredakteur der »Literarischen Monatsschrift« eifrig für die Alleinherrschaft der finnischen Sprache im Großfürstentum ein.

## Politische Laufbahn
Seit 1872 im Ständelandtag Führer der antischwedischen Fennomanen, wurde er 1882 Mitglied des Finnländischen Senats, wo er 1885 das Kultus- und Unterrichtsdepartement erhielt und sich der russischen Regierung gegenüber oft nachgiebig zeigte. Infolgedessen 1884 als Yrjö-Koskinen geadelt und 1897 in den Freiherrenstand erhoben, musste er 1899 seinen Posten niederlegen, weil er für die Promulgation des verfassungswidrigen Februarmanifestes gestimmt und dadurch das Vertrauen vieler Parteigenossen eingebüßt hatte. Doch gelangte er bald zu neuem Ansehen und übte seit 1900, als geheimer Ratgeber der im Senat herrschenden Altfennomanen, auf die Gestaltung der Lage Finnlands großen Einfluss aus.

## Werke
Seine Arbeiten sind fast alle finnisch und mit antischwedischer Tendenz geschrieben. Genannt seien: »Nachrichten über die Vorzeit des finnischen Stammes« (Helsingfors 1862); »Der Keulenkrieg und Finnlands sozialer Zustand am Schluß des 16. Jahrhunderts« (schwedisch, 1864–1865, 3 Teile, 2. Auflage 1877); »Beiträge zur Geschichte des Nordischen Kriegs« (1865); »Erzählungen aus der Geschichte des Mittelalters« (1865–67); »Finnische Geschichte« (deutsch, Leipzig 1874); »G. M. Sprengtporten und Finnlands Selbständigkeit« (1870); »Geschichte des finnischen Volkes« (2. Aufl. 1881–82; deutsch, Leipzig 1873); »Leitende Ideen in der Geschichte der Menschheit« (1879, 2. Auflage 1901); »Untersuchung über die finnländischen Grundbesitzverhältnisse im Mittelalter« (1881).
Yrjö Koskinen war verheiratet mit der finnischen Schriftstellerin Theodolinda Hahnsson.